# Kéty
Kéty is een plaats (község) en gemeente in het Hongaarse comitaat Tolna. Kéty telt 769 inwoners (2001).